# Loftusiida
Ordre
Les Loftusiida constituent un ordre de foraminifères, de la classe des Globothalamea.

## Liste des familles
Selon World Register of Marine Species (4 avril 2016) :
- sous-ordre des Ataxophragmiina Fursenko, 1958
  - super-famille des Ataxophragmioidea Shwager, 1877
    - famille des Ataxophragmiidae Schwager, 1877 †
    - famille des Cuneolinidae Saidova, 1981 †
    - famille des Dictyopsellidae Brönnimann, Zaninetti & Whittaker, 1983 †
    - famille des Dicyclinidae Loeblich & Tappan, 1964 †
    - famille des Globotextulariidae Cushman, 1927
    - famille des Montsaleviidae Zaninetti, Salvini-Bonnard, Charollais & Decrouez, 1987
    - famille des Textulariellidae Gronhagen & Luterbacher, 1966
- sous-ordre des Biokovinina Kaminski, 2000
  - super-famille des Biokovinoidea Gusiae, 1977
    - famille des Biokovinidae Gusiae, 1977
    - famille des Charentiidae Loeblich & Tappen, 1985 †
    - famille des Lituoliporidae Gusiae & Veliae, 1978

  - super-famille des Coscinophragmatoidea Thalmann, 1951
    - famille des Coscinophragmatidae Thalmann, 1951
    - famille des Haddoniidae Saidova, 1981
- sous-ordre des Cyclolinina Mikhalevich, 1992
  - super-famille des Cyclolinoidea Loeblich & Tappan, 1964
    - famille des Cyclolinidae Loeblich & Tappan, 1964
- sous-ordre des Loftusiina Kaminski & Mikhalevich, 2000
  - super-famille des Haplophragmioidea Eimer & Fickert, 1899
    - famille des Cribratinidae Loeblich & Tappan, 1964
    - famille des Haplophragmiidae Eimer & Fickert, 1899
    - famille des Labyrinthidomatidae Loeblich & Tappan, 1987

  - super-famille des Loftusioidea Brady, 1884
    - famille des Cyclamminidae Marie, 1941
    - famille des Ecougellidae Loeblich & Tappan, 1985 †
    - famille des Everticyclamminidae Septfontaine, 1988
    - famille des Hottingeritidae Loeblich & Tappan, 1985
    - famille des Loftusiidae Brady, 1884
    - famille des Mesoendothyridae Voloshinova, 1958
    - famille des Spirocyclinidae Munier-Chalmas, 1887 †
    - famille des Syrianidae Kaminski, 2000
- sous-ordre des Orbitolinina Kaminski, 2000
  - super-famille des Coskinolinoidea Moullade, 1965 †
    - famille des Coskinolinidae Moullade, 1965 †

  - super-famille des Orbitolinoidea Martin, 1890
    - famille des Orbitolinidae Martin, 1890

  - super-famille des Pfenderinoidea Smout & Sugden, 1962 †
    - famille des Hauraniidae Septfontaine, 1988 †
    - famille des Parurgoninidae Septfontaine, 1988 †
    - famille des Pfenderinidae Smout & Sugden, 1962 †